# Rejsen (film fra 1996)
|  | Denne artikel er oprettet af botten Steenthbot ud fra en ekstern database. Den kan derfor have sproglige fejl eller mangler. Denne skabelon kan fjernes efter kontrol af indholdet. |

 For alternative betydninger, se Rejsen. (Se også artikler, som begynder med Rejsen)
Rejsen er en dansk kortfilm fra 1996 instrueret af Jens Loftager.

## Handling
På en togrejse fra København til Fredericia sker der mystiske ting, og en række personer oplever afgørende øjeblikke i deres liv.

## Medvirkende
- Henrik Birch
- Claus Bue
- Mette Agnete Horn
- Grethe Holmer
- Henning Sprogøe
- Mette Munk Plum
- Safet Bektovic
- Anders Thau Loftager